# Neuburgia tubiflora
Neuburgia tubiflora là một loài thực vật thuộc họ Loganiaceae. Đây là loài đặc hữu của Papua New Guinea.